# Los Jaivas (álbum)
Los Jaivas (más conocido como El indio, por la característica ilustración de la portada y para diferenciarlo de los trabajos publicados en 1971 y 1973) es un álbum editado por la banda chilena Los Jaivas en el año 1975. Corresponde al tercer disco homónimo de su carrera. Es la segunda producción que graban durante su estadía en Argentina, y continúa con la senda de aproximarse, a partir de la música rock que cultivan, a las sonoridades del folclore latinoamericano, llegando a límites sinfónicos y progresivos, especialmente en temas como "Tarka y Ocarina", en donde aún se sienten vestigios de la improvisación que cultivaban con anterioridad.
En abril de 2008, la edición chilena de la revista Rolling Stone situó a este álbum en el octavo lugar dentro de los 50 mejores discos chilenos de todos los tiempos.

## Historia
El Indio proviene del acercamiento de Los Jaivas al folclore latinoamericano, y su contacto con la música del continente, más allá de su experiencia chilena. Es uno de sus discos más exitosos, con grandes ventas en toda América Latina, y el disco que cuenta con más ediciones a lo largo de todo el mundo. Es, además, el primer disco del grupo en el que no interviene su bajista original Mario Mutis, quien debió regresar a Chile por motivos personales, y fue reemplazado por Julio Anderson.

## Contenido
Los temas "Pregón para Iluminarse" y "Un Día de Tus Días" tienen una inspiración eminentemente folclórica, aunque desarrollan ideas roqueras, especialmente en los quiebres instrumentales. "Un Mar de Gente" tiene ideas de himno de unión latinoamericana, mientras que la obra más trascendental del disco, la cueca lenta "La Conquistada", es una letra que Eduardo Parra, tecladista del grupo, compone inspirado en los eventos posteriores al golpe militar de 1973. Su sentido poema, musicalizado por toda la banda, permite que el grupo desarrolle interesantes improvisaciones instrumentales, que llegan a su punto cúlmine en el tema final, "Tarka y Ocarina", que se presenta dividido en tres partes para la mejor comprensión del instrumental por parte del público.

## Datos

### Lista de canciones
Letra, música y arreglos de Los Jaivas en todos los temas:
Lado A
1. "Pregón para Iluminarse" – 5:15
  - Arpa: Arpista guaraní del que no se tiene mayor información
2. "Guajira Cósmica" – 7:45
3. "La Conquistada" – 7:15

Lado B
1. "Un Mar de Gente" – 4:06
  - Coro de amigos: Inesita, Isabel, D'Artagnan, Pájaro Canzani, Jano, Héctor
2. "Un Día de Tus Días" – 3:10
3. "Tarka y Ocarina" – 13:15
  - Diablada
  - Trote
  - Kotaikí
  - Instrumental

### Músicos
Los Jaivas
- Gato Alquinta – Voz, Guitarra eléctrica, Guitarra acústica, Charango, Flauta dulce, Flauta piccolo, Tarka, Trutruca, Tumbadora, Güiro
- Gabriel Parra – Batería, Bombo legüero, charango, Tumbadora, Caja, Cencerro, Trutruca, Coros
- Claudio Parra – Piano Steinway, Piano eléctrico, Güiro, Maracas, Zampoña, Trutruca
- Eduardo Parra – Piano, Órgano, Tumbadoras, Bongó, Cascabeles, Tarka, Zampoña
- Julio Anderson – Bajo, Guitarra acústica, Trutruca, Coros
- Alberto Ledo – Charango, Tarka, Zampoña, Trutruca, Palmas, Silbido, Coros

### Personal
- Ingenieros de grabación: Carlos García
- Asistente de grabación: Carlos "Rosko" Melo
- Ingeniero de masterización digital: Fréderic Marin
- Ilustración portada: René Olivares
- Dirección artística: Luis "D'Artagnan" Sarmiento

### Ediciones
El LP fue también originalmente editado en Chile por EMI Odeón, Bolivia y Francia en el mismo 1975. Diversas ediciones en LP, casete y CD se han sucedido durante los años, convirtiendo a El Indio en uno de los discos más vendidos de la discografía de Los Jaivas.

## Compilaciones
"Pregón Para Iluminarse" y "La Conquistada" aparecen en Obras Cumbres (2002). El tema "Guajira Cósmica" fue regrabado en Trilogía: El Reencuentro (1997), en una nueva versión, un poco más cercana a la salsa que al rock; igualmente, se efectuó una regrabación de "Un Mar de Gente", con un coro multitudinario de amigos de Los Jaivas, compuesto por muchos músicos chilenos. Esta versión aparece igualmente en Obras Cumbres, cerrando el segundo disco. Una versión en vivo de "La Conquistada" aparece en En el Bar-Restaurant 'Lo Que Nunca Se Supo' (2000) y la original también es compilada, junto con "Un Día de Tus Días", en Canción de amor (2005). Finalmente, "Pregón Para Iluminarse", "Un Mar De Gente" y "Un Día De Tus Días" aparecen en Mambo de Machaguay, compilación editada por EMI en 1980.